# 青葉軌道
青葉軌道（あおばきどう）は、大正時代に仙台市の南郊外から北郊外を西周りで結ぶことが計画された、未成の鉄道路線（軌道路線）であり、同路線を建設しようとした軌道事業者である。1923年（大正12年）に出願があり、1925年（大正14年）に特許が出たが、着工に至らず1928年（昭和3年）に中止になった。

## 歴史
青葉軌道株式会社の設立は、伊藤清次郎ら仙台の有力者15人が発起人となって1923年（大正12年）1月26日に出願された。伊藤が発起人の総代である。東北本線・秋保馬車鉄道（後の秋保電気鉄道）の長町停留所（長町駅）から、仙台軌道（後の仙台鉄道）の通町停留所まで、仙台市街の西を南北に結ぶものであった。長町から仙台の手前まで北に向かい、広瀬川を渡らず愛宕山と大年寺山の間を通り、鹿落坂、川内追廻と広瀬川右岸を通る。川内から澱橋を渡り、通町に至る。単線、軌間76.26cmで、長町から追廻までは新規に路線を敷設し、それ以外は既存道路の一部を利用する予定であった。
願いを受けた宮城県では、名取郡と仙台市に照会して賛成を得てから、内務省と鉄道省に敷設の許可を求め、関係機関の意見を求めた。名取郡の長町は全面賛成で、宮城県も乗り気であったらしい。自ら市電敷設の計画を持つ仙台市は、澱橋を利用する軍隊に不都合なきこと、澱橋の水道管への配慮、計画中の市電と十二軒丁などで交差する際の工事費負担、将来市が買収しようとしたときに応じること、計画通りに大橋以南では専用道路を新設することの5条件を付けた。仙台市は翌年に市道を通すときには道幅を5間に拡張することを追加した。東北帝国大学は、大学病院のすぐそばに路線を通すことに反対した。伊藤清次郎はそれらの要求に従って計画を変更した。最終的に1925年9月に特許がおり、10月2日に宮城県から伊藤に伝えられた。
しかし、折りしも関東大震災後の不況で工事費たる資本金25万円が集まらず、再三の工事延期の末に、1928年9月24日に清次郎は特許状を返上した。
- 1925年（大正14年）9月24日 - 軌道特許状下付（名取郡長町-仙台市十二軒町間、動力瓦斯倫、軌間762mm）[2]
- 1928年（昭和3年）11月13日 - 軌道特許失効（指定の期限内に工事施工認可申請を為さざるため）[3]

## 計画停留所
長町停留所 - 愛宕下停留所 - 霊屋停留所 - 大橋停留所 - 十二軒丁停留所 - 大願寺通停留所 - 大学病院裏停留所 - 青葉下停留所